# André Verdeil
André Cecil Verdeil (* 21. Januar 1904 in Ardwick, Manchester, England; † 31. Oktober 1990 in Riec-sur-Bélon, Frankreich) war ein Schweizer Eishockeyspieler.

## Karriere
André Verdeil begann seine Karriere im Hockey-Club Château-d’Oex und nahm für die Schweizer Eishockeynationalmannschaft an den Olympischen Winterspielen 1924 in Chamonix teil.